# Hispania (compagnie aérienne)
Hispania Líneas Aéreas est une ancienne compagnie aérienne espagnole qui effectuait des vols charters.
La compagnie est créée en 1982 et est basée à l'aéroport de Palma de Majorque. Elle effectue, pour le compte de voyagistes, des vols charters depuis l'Europe (France, Allemagne et Grande-Bretagne notamment) vers les régions touristiques espagnols. À son lancement, elle dispose de deux Sud-Aviation Caravelle achetés d'occasion, deux autres s'y ajoutent en 1983. Plus tard, elle dispose de Boeing 737 et 757. C'est une des toutes premières compagnies aériennes privées en Espagne. Confrontée à des difficultés financières croissantes, elle disparaît à la fin de la décennie.